# Otto Büsch

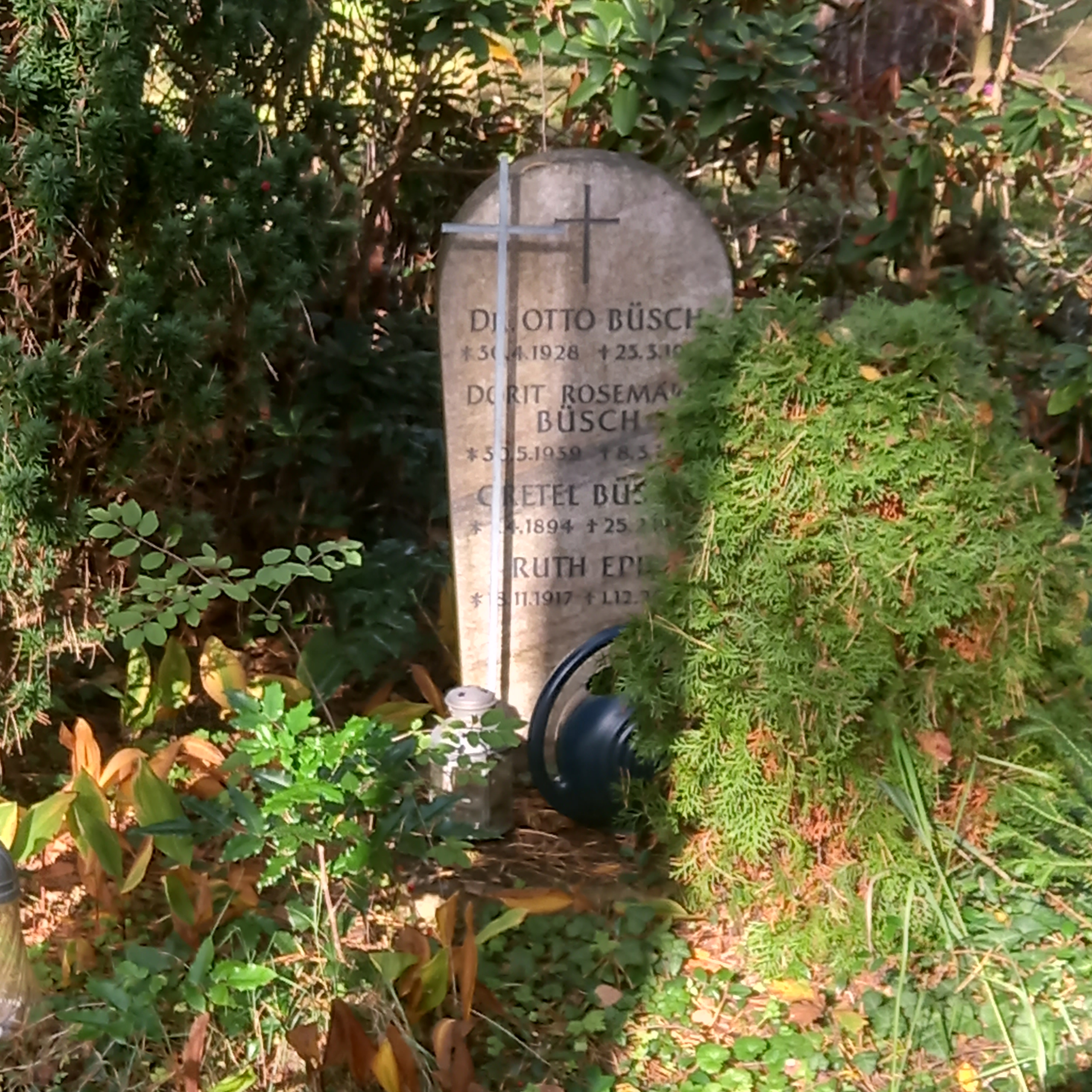
Das Grab von Otto Büsch und seiner Ehefrau Dorit Rosemarie (geborene Klimat) im Familiengrab auf dem Waldfriedhof Zehlendorf in Berlin

Otto Büsch (* 30. April 1928 in Wien; † 23. März 1994 in Berlin) war ein deutscher Neuzeit- sowie Sozial- und Wirtschaftshistoriker, der sich besonders mit der Geschichte Preußens befasst hat. 1979 bis 1981 war er Vorsitzender der Historischen Kommission zu Berlin.

## Leben
Büschs Eltern – sie stammten aus Wien und Hamburg – lebten seit 1931 in Berlin. Büsch wurde 1952 an der Freien Universität Berlin promoviert. Er war von 1970 an Ordinarius für Neuere Geschichte und Sozial- und Wirtschaftsgeschichte an der Pädagogischen Hochschule Berlin und blieb es auch 1980 nach deren Aufgehen in der Freien Universität Berlin. Ab 1963 leitete er die Sektion für Wirtschafts- und Sozialgeschichte der Historischen Kommission zu Berlin.
Ein Schüler von Büsch ist der an der Fernuniversität in Hagen lehrende Arthur Schlegelmilch.

## Schriften
- Geschichte der Berliner Kommunalwirtschaft in der Weimarer Epoche, De Gruyter, Berlin 1960.
- Militärsystem und Sozialleben im alten Preußen 1713–1807 (= Veröffentlichungen der Historischen Kommission zu Berlin, 7), De Gruyter, Berlin 1962.
- Garnisonen und Garnisonsorte in Brandenburg 1640–1806 (= Historischer Handatlas von Brandenburg und Berlin, 17), De Gruyter, Berlin 1966.
- Industrialisierung und Gewerbe im Raum Berlin/Brandenburg 1800–1850, Colloquium-Verlag, Berlin 1971.
- Zur Rezeption und Revision der preußisch-deutschen Geschichte. Ausgewählte sozialhistorische Beiträge, Colloquium-Verlag, Berlin 1988.

## Herausgeberschaften
- (mit Wolfram Fischer, Hans Herzfeld): Industrialisierung und Europäische Wirtschaft im 19. Jahrhundert. Ein Tagungsbericht (= Veröffentlichungen der Historischen Kommission zu Berlin, 6), De Gruyter, Berlin 1976.
- (mit Werner Abelshauser): Historische Prozesse der deutschen Inflation. 1914–1924. Ein Tagungsbericht, Colloquium-Verlag, Berlin 1978.
- Das Preußenbild in der Geschichte. Protokoll eines Symposiums (= Veröffentlichungen der Historischen Kommission zu Berlin, 50), De Gruyter, Berlin 1981.
- (mit Wolfgang Neugebauer): Moderne Preußische Geschichte 1648–1947 (= Veröffentlichungen der Historischen Kommission zu Berlin, 52/1), De Gruyter, Berlin 1981.
- (mit Francis Carsten): Preußen und das Ausland. Beiträge zum europäischen und amerikanischen Preußenbild am Beispiel von England, den Vereinigten Staaten von Amerika, Frankreich, Österreich, Polen und Russland, Colloquium-Verlag, Berlin 1982.
- (mit Gerhard A. Ritter): Hans Herzfeld. Persönlichkeit und Werk, Colloquium-Verlag, Berlin 1983.
- (mit Wolfgang Haus): Berlin als Hauptstadt der Weimarer Republik 1919–1933 (= Veröffentlichungen der Historischen Kommission zu Berlin, 70/1), De Gruyter, Berlin 1987.
- (mit Monika Neugebauer-Wölk): Preußen und die revolutionäre Herausforderung seit 1789 (= Veröffentlichungen der Historischen Kommission zu Berlin, 78), De Gruyter, Berlin 1991.
- Handbuch der Preußischen Geschichte, 3 Bände, De Gruyter, Berlin 1992.